# Lewis Mountain Lodge
Le Lewis Mountain Lodge est un bâtiment abritant la boutique d'un terrain de camping du parc national de Shenandoah, en Virginie, dans l'est des États-Unis. Situé dans le comté de Page, il a été dessiné par l'architecte Marcellus Wright, Jr. dans le style rustique du National Park Service à la fin des années 1930, construit de 1939 à 1940 et été utilisé comme lodge jusqu'en 1950. C'est une propriété contributrice au district historique de Skyline Drive depuis le 5 décembre 2003.